# Hedtjärnen (Överluleå socken, Norrbotten)
Hedtjärnen är en sjö i Bodens kommun i Norrbotten och ingår i Alåns huvudavrinningsområde. Sjön har en area på 0,0384 kvadratkilometer och ligger 80 meter över havet.

## Delavrinningsområde
Hedtjärnen ingår i det delavrinningsområde (730611-175857) som SMHI kallar för Mynnar i Vändträsket. Medelhöjden är 107 meter över havet och ytan är 3,51 kvadratkilometer. Det finns inga avrinningsområden uppströms utan avrinningsområdet är högsta punkten. Vattendraget som avvattnar avrinningsområdet har biflödesordning 2, vilket innebär att vattnet flödar genom totalt 2 vattendrag innan det når havet efter 35 kilometer. Avrinningsområdet består mestadels av skog (72 procent). Avrinningsområdet har 0,04 kvadratkilometer vattenytor vilket ger det en sjöprocent på 1,1 procent.